# Dismal Euphony
Dismal Euphony é uma banda norueguesa de black metal formada em 1992.

## Biografia
A história do Dismal Euphony começa em 1992 em Stavager, Noruega com o baixista Ole K.Helgesen e o baterista Kristoffer Austherin sob o nome de "The Headless Children", uma banda cover de Slayer e Kreator. Um ano depois o vocalista Erik Borgen e o guitarrista Kenneth Bergsagel Se juntam a banda.
Eles mudam o nome para "Carnal Tomb" e então Borgen deixa a banda e Helgesen se torna o vocalista/baixista juntamente com a vocalista feminina Lin Achre Tveit (Keltziva). Elin Overskott se uniu a banda como tecladista.
Esta foi a primeira formação do "Dismal Euphony", oficialmente formada em 1995. No mesmo ano a banda compôs a demo "Spellbound". Depois dessa publicação, assinaram com a gravadora Napalm Records que produziu outros álbuns como "Soria Moria Slott" e Autumn Leaves (The Rebellion of Tides).
Logo depois a banda foi contratada pela gravadora Nuclear Blast, pela qual lançou "All little devils", com os vocais de Anja Natasha.
Seu último álbum lançado foi "Phython Zero" lançado no ano de 2001, logo após o lançamento desse álbum a banda se separou.
A última notícia que se teve sobre o Dismal Euphony, foi a morte do tecladista Elin Overskott, em 2004, por uma overdose de heroína.

## Formação

### Membros atuais
- Anja Natasha - Vocals;
- Ole K. Helgesen - Vocals/Bass;
- Frode Clausen - Guitars;
- Kristoffer Vold AKA Austrheim - Drums;
- Svenn-Aksel Henriksen - Keyboards;

### Membros fundadores
- Erik Borgen (1993, Vocal)
- Kenneth Bergsagel (1993-? Guitarra);
- Linn Achre Tveit AKA Keltziva (1994-1998, Vocal);
- Elin Overskott (1994-1998, Teclado);
- Dag Achre Tveit AKA Boreas (?, Baixo);
- Erlend Caspersen (2001, baixo).

## Discografia
- Spellbound (canção) (Demo, 1995);
- Dismal Euphony (Single, 1996);
- Soria Moria Slott (Full-length, 1996);
- Autumn Leaves - The Rebellion of Tides (Full-length, 1997);
- All Little Devils (Full-length, 1999);
- Lady Ablaze (EP, 2000);
- Python Zero (Full-length, 2001).